# 多雷尔·西米翁
多雷尔·西米翁（羅馬尼亞語：Dorel Simion，1977年2月13日—），罗马尼亚男子拳击运动员。他曾代表罗马尼亚参加2000年夏季奥林匹克运动会拳击比赛，获得男子67公斤级铜牌。